# Kölner Gruppe (Film)
Die Kölner Gruppe ist ein loser Zusammenschluss unabhängiger Filmemacher aus und in Köln, der seit den 1990er Jahren besteht.
Die Bezeichnung ‘Kölner Gruppe’ prägte der Autor und Filmkritiker Peter Nau im Jahre 1997, als er eine Reihe unabhängiger Kölner Filmemacher aus dem Umfeld des Filmclubs 813 und des Kölner Filmhauses nach Berlin ins Arsenal-Kino zu einer Werkschau einlud. Sein formulierter Wunsch war, sich anonym in die Filmgeschichte einzuschreiben, als 'Vorausahner' einer Welle, eines Stils, einer kinematographischen Einheit, die er bewusst zu Ästhetik und Filmschaffen der 'Neuen Münchener Gruppe' der 1960er Jahre in Bezug setzte. Seitdem entstanden innerhalb der Kölner Gruppe eine Vielzahl von Kurzfilmen und einige Langfilme. Der Filmkritiker Hans Schifferle zählt zum harten Kern der Kölner Gruppe die Filmemacher Bernhard Marsch, Rainer Knepperges, Markus Mischkowski, Kai Maria Steinkühler und Christian Mrasek. Der Filmwissenschaftler Marco Abel zählt darüber hinaus den Filmemacher und Filmeditor Jukka Schmidt sowie die Filmemacher und Schauspieler Piet Fuchs und Jakob Hüfner zum 'core' der Kölner Gruppe.

## Stilistische und inhaltliche Merkmale
Die Mitglieder der Kölner Gruppe folgen keiner gemeinsam formulierten ästhetischen oder inhaltlichen Programmatik in ihrem Filmschaffen. Anders als bei der Berliner Schule existiert auch kein Diskurs, der das Filmschaffen kontinuierlich publizistisch begleitet, deutet oder wertet. Dennoch lassen sich in den Filmen der Kölner Gruppe vielerlei gemeinsame Aspekte in ästhetischer, inhaltlicher und herstellungstechnischer Hinsicht erkennen:
- die gemeinsame Bevorzugung der Genres Komödie und Roadmovie.
- der gemeinsame geographische Bezug zu Köln und Umgebung als Drehort und filmischer Ort.[4]
- eine gemeinsame Haltung zu Dramaturgie und Figurenführung: Kölner Gruppe-Filme sind in der Regel antipsychologisches Kino. Es handelt von Figuren ohne backstories, ohne innere Konflikte, ohne familiäre und soziale Bindungen und Verbindlichkeiten.[5]
- die besondere Bedeutung der Sprache und die außergewöhnliche Verwendung von Sprache durch die Darsteller: Sprache wird nicht eingesetzt, um Informationen für den Zuschauer zu transportieren oder den Plot voranzutreiben, sondern komödiantisch nutzbar gemacht als Sprachspiel. Amateurhaftes Sprechen, spontanes Sprechen, „Sprechen als frohe Tätigkeit“ (Knepperges)[6] oder Nichtsprechen und falsches, vorgefertigtes, hölzernes Sprechen in Sprachhülsen aufgegriffener Diskurse (Westendfilme) prägen viele Filme der Kölner Gruppe. Für die Figuren bildet nicht Vergangenheit oder Erinnerung (backstory) das identitätsstiftende Moment, sondern die Gegenwärtigkeit der Sprache als geltender Diskurs, dem sie mehr oder weniger ausgeliefert sind. Mit der Forderung nach „Ferien für die Sprache als Bedeutungsträger“[6] geht die Aufforderung an den Zuschauer nach Bewusstwerden und utopischem Ausbruch aus dem Diskursgefängnis der Sprache einher, eine Position, die im Kurzfilm Tour Eifel (2000) auf die Spitze getrieben wird.[7]
- die Einrichtung der Arbeit bei der Filmherstellung, die branchenüblichen Prämissen der Drehorganisation und Arbeitsteilung zuwiderläuft. Wichtige Aufgabenbereiche und Rollen werden mit Freunden und Bekannten, statt mit „Profis“ besetzt, damit einhergehend wird auf eingespielte, vertraute und erfahrene Teamarbeit gesetzt. So arbeiten in vielen Positionen dieselben Filmschaffenden seit vielen Jahren zusammen. Der Kameramann und Filmeditor Kawe Vakil sowie der Fotograf und Kameramann KaPe Schmidt (DGPh) zeichnen seit Anfang der 1990er Jahre für die Bildgestaltung zahlreicher Kölner Gruppe-Filme verantwortlich. Die Filmemacher der Kölner Gruppe übernehmen zum Teil selbst Rollen in ihren eigenen Filmen, sowie in Filmen von Kollegen. Befreundete Schauspieler spielen dieselbe Figur in verschiedenen Filmen, oder tauchen, über viele Jahre hinweg, in Filmen in unterschiedlichen Rollen auf.
- die bewusste Vermischung, Auflösung oder Verschiebung von Autorenschaft und Drehbucharbeit in die Bereiche Regie, Produktion, Schauspiel[8]. Die Filmemacher agieren als Produzenten- und Autorenfilmer, ihre Filmgeschichten und -dramaturgien entstehen oftmals während der konkreten Einrichtung der Arbeit vor und während der Produktion, bei Auswahl der Motive, Schauspieler, Kostüme, Autos etc. und entwickeln sich während der Dreharbeiten.
- das Referieren auf gemeinsame cineastische Vorbilder wie u. a. die Filmemacher der Neuen Münchener Schule (Klaus Lemke, Rudolf Thome, May Spils, Werner Enke) und der Münchener Sensibilisten (Matthias Weiss, Wim Wenders).[9]
- das Beharren auf künstlerische Unabhängigkeit. Alle bisherigen Produktionen entstanden ohne Senderbeteiligung mit relativ geringem Budget, mitunter gefördert von kulturellen Filmförderungen des Landes Nordrhein-Westfalen und anderer Förderinstitutionen.

## Ästhetischer Anspruch
Die Filmemacher der Kölner Gruppe eint eine skeptische bis ablehnende Haltung gegenüber der Arbeitsweise und Ästhetik aktueller deutscher Mainstream-Kino- und TV-Produktionen. Im bewussten Kokettieren mit Amateur-, Trash- und Retro-Ästhetiken, verbunden mit reflektierter cineastischer Haltung und fundiertem Filmwissen, loten sie ein subversives Potential aus, das, im Zusammenspiel mit stilisierter Außenseiter- und Desperado-Attitude, dem aktuellen Kino verloren gegangene schöpferische Kraft und transgressive Wirkung wiedergeben soll.

## Auswertung der Filme und Rezeption
Die Filme der Kölner Gruppe laufen regelmäßig auf deutschen und internationalen Filmfestivals, sowie, durch die Filmemacher selber ausgewertet, in Zusammenschauen in Programmkinos und Filmmuseen (Ramsch-Rolle von Bernhard Marsch, Westend-Zyklus von Markus Mischkowski/Kai Maria Steinkühler sowie wechselnde aktualisierte Kölner Gruppe-Kurzfilmprogramme). Einzelne Kurzfilme werden von der KurzFilmAgentur Hamburg vertrieben und sind als Kino-Vorfilme entleihbar. Neben zahlreichen Kurzfilmen entstanden innerhalb und im Umfeld der Kölner Gruppe bislang mehrere lange Spielfilme, die im Kino ausgewertet wurden und auf DVD veröffentlicht wurden, so Happy Weekend (Eddi Herzog, 1996), Westend (Markus Mischkowski/Kai Maria Steinkühler 2001), Kein Science Fiction (Franz Müller, 2003), Die Quereinsteigerinnen (Rainer Knepperges/Christian Mrasek, 2005). Der Spielfilm Hans Dampf von Jukka Schmidt und Christian Mrasek kam Mitte 2013 in die deutschen Kinos (Verleih: realFiction).
Der US-amerikanische Filmwissenschaftler Marco Abel ordnet das Filmschaffen der Kölner Gruppe dem 'underground film', bzw. dem 'minor cinema' im Sinne Gilles Deleuze zu, wissend, dass sich die Mitglieder der Gruppe selbst weder im Sinne einer Avantgarde-Bewegung verstehen noch ästhetische oder politische Strategien des 'underground' verfolgen.

## Trivia
Maskottchen der Kölner Gruppe ist „Haralt, das Schaf“, ein ausgestopftes Schaf, das von dem Kölner Filmkritiker und -kurator Hans-Dieter Delkus („Der Mann mit dem Schaf“) in einer Vielzahl Kölner Gruppe-Filme durch das Bild getragen wird. Ebenso taucht die Nummer 813, in Anspielung an François Truffauts Lieblingsbuch '813 – Das Doppelleben des Arsène Lupin' und dem Kölner Filmclub 813, in zahlreichen Filmen in einer Szene auf.
In einigen Kurzfilmen der frühen 2000er Jahre taucht zu Beginn ein Kölner-Gruppe-Logo auf, das auf einer Zeichnung von Rainer Knepperges basiert.

## Zitate
„Seit beinahe 25 Jahren gibt es in Köln eine Filmszene, die zu den schönsten und vitalsten in Deutschland zählt. In dieser Szene, die sich hauptsächlich um den schon legendären Filmclub 813 gebildet hat, aber auch schon manchen Studenten der Kunsthochschule für Medien beeinflusst hat, durchdringen sich wie einst bei der Nouvelle Vague alle Aspekte des Cineastentums.“
„Wir sind ein paar Bewohner der Schachtelkinos. Erst das eigene Kino (der Filmclub 813 in Köln) klärte uns auf, dass wir keine Einzelfälle sind. Seitdem erwarten wir von Filmen – ganz egal ob alt oder neu, dass sie verloren geglaubte Möglichkeiten zeigen. Die aktuelle Brisanz von Sujets lässt uns fast so kalt wie die Reinheit künstlerischen Ausdrucks. Das ist natürlich auch von Max Zihlmann, von Howard Hawks und von Waldfreibädern stark beeinflusst. Wir wollen ein unreines Kino, ungezierten Revolutionsersatz, eine Illusion von Action. Gemeinsam mit Marsch, Mischkowski und einigen anderen wurden wir von Peter Nau ‚Kölner Gruppe‘ getauft.“

## Filmographie
Die Filmographie ist entnommen der Auflistung von Abel 2010, S. 106: „In this task I let myself be guided by my desire to be inclusive, trying to account for the cinematic activities of both the indisputable core members of the group and those who may be considered more peripheral to the group.“ Die Liste ist ergänzt um die Filme seit 2011. Langfilme sind unterstrichen.
- 1986: Kölner Bewegungen. Dir. Bernhard Marsch.
- 1987: Marsch und Knepperges zeigen. Dir. Bernhard Marsch and Rainer Knepperges.
- 1988: Einbruch bei Dämmerung. Dir. Rainer Knepperges and Hans-Dieter Delkus.
- 1988: Menschen im Hof. Dir. Eddi Herzog and Bernhard Marsch.
- 1990: Leben und Werk. Dir. Rainer Knepperges.
- 1992: Hunger. Dir. Bernhard Marsch, Eddi Herzog, and Rainer Knepperges.
- 1992: Nothing compares to you. Dir. Jakob Hüfner and Bernhard Marsch.
- 1993: Junge Hunde. Dir. Bernhard Marsch.
- 1993: Joachim Krippo. Dir. Rainer Knepperges.
- 1993: Lenin wartet. Dir. Markus Mischkowski.
- 1995: Arosana. Dir. Markus Mischkowski and Tobias Doetsch.
- 1995: Halleluja. Dir. Bernhard Marsch.
- 1995: Maria. Dir. Jakob Hüfner.
- 1995: Es war einmal irgendwo da draußen das Gute und das Böse.  Dir. Jakob Hüfner.
- 1995: Die Sonne. Der Kameramann. Eine Erfindung. Dir. Achim Bitzer.
- 1995: Eine Schürze aus Speck. Dir. Eddi Herzog.
- 1996: Happy Weekend. Dir. Eddi Herzog.
- 1996: Der Servantilist. Dir. Christian Mrasek and Jukka Schmidt.
- 1996: 8 Essen III. Dir. Thomas Hermel, Rainer Knepperges, Bernhard Marsch and Markus Mischkowski.
- 1996: China, Mexiko. Dir. Rainer Knepperges.
- 1997: Ikarus. Dir. Bernhard Marsch.
- 1997: Westend (Kurzfilm). Dir. Markus Mischkowski and Kai Maria Steinkühler.
- 1997: Liebe ist Geschmacksache. Dir. Bernhard Marsch and Piet Fuchs.
- 1997: Hongkong Lover. Dir. Jakob Hüfner and Alexander Hoepfner.
- 1998: Hasi. Dir. Eva von Platen.
- 1998: Annahmeschluss. Dir. Bernhard Marsch.
- 1998: Was tun. Dir. Markus Mischkowski and Kai Maria Steinkühler.
- 1998: Das nasse Grab der Grenzbanditen. Dir. Rainer Knepperges and Christian Mrasek.
- 1999: Roulez Relax. Dir. Christian Mrasek and Jukka Schmidt.
- 1999: Die Kümmerer. Dir. Eva von Platen.
- 1999: Möller 3000. Dir. Bernhard Marsch and Christian Mrasek.
- 2000: Tour Eifel. Dir. Rainer Knepperges and Christian Mrasek.
- 2000: Bazooka Cain. Dir. Bernhard Marsch.
- 2000: Mitte 30. Dir. Rainer Knepperges.
- 2000: Monte Carlo. Dir. Franz Müller & Tom Uhlenbruck.
- 2000: Hau rein ist Tango. Dir. Götz T. Großhans.
- 2001: Rudi Rastlos – Der Ball rollt für Ruanda. Dir. Piet Fuchs.
- 2001: Westend (Langfilm). Dir. Markus Mischkowski and Kai Maria Steinkühler.
- 2001: Behindert, na und? Dir. Klaus Hammerlindl and Bernhard Marsch.
- 2001: Mauerblümchen. Dir. Bernhard Marsch.
- 2001: Sorry. Dir. Piet Fuchs.
- 2002: Freitagnacht. Dir. Franz Müller, Jan Martin Scharf, Jens Schillmöller, Philip Schäfer, Tini Tüllmann & Tom Uhlenbruck
- 2002: Legolomo V: Melodrama. Dir. Marcel Belledin.
- 2003: Wolga. Dir. Markus Mischkowski and Kai Maria Steinkühler.
- 2003: Bazooka Cain. Bernhard Marsch.
- 2003: Sieg des Triumphes. Dir. Manuel Francescon.
- 2003: Kein Science Fiction. Dir. Franz Müller.
- 2004: Wohnhaft. Dir. Bernhard Marsch.
- 2004: Agnoli – The negative Potential. Dir. Markus Mischkowski, Siddho Varza, Christoph Burgmer
- 2004: I love Paris. Dir. Elena Wegner.
- 2005: Die Quereinsteigerinnen. Dir. Rainer Knepperges and Christian Mrasek.
- 2006: Come to my House oder: Der Untergang des Hauses Apern. Dir. Dr. Frank Blum.
- 2006: Der Hahn ist tot. Dir. Dejan Rakas.
- 2006: K40 Adé. Dir. Marcel Belledin and Dejan Rakas.
- 2006: Die brachliegenden Gefilde der eigenen Ideen. Dir. Rainer Knepperges.
- 2007: Inside Lemke. Dir. Markus Mischkowski.
- 2007: Zwei Goldfische. Dir. Marcel Belledin.
- 2007: Waldmeister. Dir. Markus Mischkowski and Kai Maria Steinkühler.
- 2008: Erich Lusmann. Dir. Rainer Knepperges.
- 2008: Marran Gosov zu Besuch im Filmclub 813. Dir. Markus Mischkowski.
- 2009: Amigo a gogo. Dir. Bernhard Marsch.
- 2009: Die Liebe der Kinder. Dir. Franz Müller.
- 2010: Wellenreiter. Dir. Markus Mischkowski and Kai Maria Steinkühler.
- 2010: Vielfalt erforschen. Dir. Katrin Leuthe and Rainer Knepperges.
- 2010: Warteschleifen. Dir. Markus Mischkowski and Kai Maria Steinkühler.
- 2010: Underground Odyssey. Dir. Christos Dassios, Uli Grohs, Robert Nacken.
- 2010: Nackt am See. Dir. Bernhard Marsch.
- 2010: 24h Marrakech. Dir: Christian Mrasek, Narjisse Tahiri, Daniel Gräbner, Munir Abbar, Franz Müller & Mohamed Oumai.
- 2010: Leichtmatrosen. Dir. Franz Müller.
- 2011: L'échappée Dir. Markus Mischkowski and Kai Maria Steinkühler.
- 2012: Wolkenheime. Dir. Markus Mischkowski and Kai Maria Steinkühler.
- 2012. Café Kontakt. Dir. Bernhard Marsch.
- 2012: 50 Jahre Oberhausener Missverständnis. Dir. Markus Mischkowski and Kai Maria Steinkühler.
- 2012: Leichtmatrosen II. Dir. Franz Müller.
- 2013: Der Pitch. Dir. Markus Mischkowski and Kai Maria Steinkühler.
- 2013: Hans Dampf. Dir. Christian Mrasek and Jukka Schmidt.
- 2013: Adam & Omar. Dir. Piet Fuchs, Marcel Belledin, Franz Müller & Rainer Knepperges.
- 2014: Wettbewerber. Dir. Markus Mischkowski and Kai Maria Steinkühler.
- 2014: Worst Case Scenario. Dir. Franz Müller.
- 2014: Milliarden Jahre vor dem Weltuntergang. Dir. Franz Müller.
- 2015: Happy Hour. Dir. Franz Müller.
- 2015: On Air. Dir. Robert Nacken.
- 2015: Weiße Ritter. Dir. Markus Mischkowski and Kai Maria Steinkühler.
- 2016: Der Wechsel. Dir. Markus Mischkowski and Kai Maria Steinkühler.
- 2018: Was du teilst gehört uns. Dir. Mi Steinbach.
- 2018: Ösen-Tösen. Dir. Anna C. Wagner.
- 2021: Impflinge. Dir. Markus Mischkowski.
- 2023: Die Tagebücher von Adam und Eva. Dir. Franz Müller.

## Auszeichnungen (Auswahl)
- 2003 FBW-Prädikat „Besonders wertvoll“ für den Kurzfilm Tour Eifel von Rainer Knepperges und
- 2004 FBW-Prädikat „Wertvoll“ für den Kurzfilm Wohnhaft von Bernhard Marsch
- 2010 FBW-Prädikat „Besonders wertvoll“ und Bundeskurzfilmpreis in Gold für den Kurzfilm Underground Odyssey von Christos Dassios, Uli Grohs und Robert Nacken
- 2017 FBW-Prädikat „Besonders wertvoll“ für den Kurzfilm Der Wechsel von Markus Mischkowski und Kai Maria Steinkühler
- 2017 1. Preis im NRW-Wettbewerb der Internationalen Kurzfilmtage Oberhausen für den Kurzfilm Der Wechsel von Markus Mischkowski und Kai Maria Steinkühler